# Клоше
Клоше (на френски: Cloche, камбана) е мека камбановидна женска шапка с малка периферия. Става популярна сред известните жени през 1920-те години на XX век. В България не е била толкова разпространена. Създена е от френската манекенка Каролин Ребу. Украсявана е с различни ленти и панделки.
Анджелина Джоли носи такава шапка във филма Подмяната (2008).